# Nikita (racconto)
Nikita è un racconto giallo del 1991 di Carlo Lucarelli, il primo nel quale compare il personaggio del poliziotto Coliandro.
Originariamente incluso nell'antologia I delitti del Gruppo 13, dal 1994 fu ripubblicato in un volume singolo; nel 2009 fu ulteriormente pubblicato in volume assieme alle altre avventure di Coliandro, Falange armata e Il giorno del lupo.

## Trama
Il diciassettenne Domenico Aldini, detto Sid per la sua somiglianza con Sid Vicious, viene ammazzato di botte da due naziskin nei bagni del Nirvana, una discoteca di Bologna. Il sovrintendente Coliandro della questura indaga sul delitto con l'aiuto di Simona Stanzani, detta Nikita per la sua somiglianza con la protagonista dell'omonimo film, una giovane punk che conosceva bene la vittima. I due si mettono a cercare Gà, un hacker intimo amico di Sid, perché temono che gli assassini siano sulle sue tracce.
Dopo averlo cercato invano in un centro sociale occupato, e nel suo studio messo a soqquadro dagli stessi assassini di Sid, Coliandro e Nikita lo trovano nel retropalco di un concerto al Parco Nord. Con l'aiuto di un carabiniere infiltrato che stava lavorando per l'antimafia, riescono a neutralizzare gli assassini, giunti anch'essi sul posto per Gà, e a risolvere il caso: incaricato di rubare un programma informatico finanziario che poi Sid avrebbe rivenduto, Gà si era inconsapevolmente impadronito dei dati del racket delle estorsioni gestite da una cosca mafiosa nel Bolognese, e si era perciò attirato le sue ire.

## Edizioni
- Carlo Lucarelli, Nikita, in  Massimo Moscati (a cura di), I delitti del Gruppo 13: antologia illustrata dei giallisti bolognesi: 10 racconti, collana Criminalia tantum 1, Bologna, Metrolibri, 1991, ISBN 88-7248-021-3.
- Carlo Lucarelli, Nikita, collana Nervi, Bologna, Granata, 1994.
- Carlo Lucarelli, Nikita, collana I Corti, Trieste, Edizioni EL, 1997, ISBN 88-477-0065-5.
- Carlo Lucarelli, Il giorno del lupo: una storia dell'ispettore Coliandro, collana Einaudi tascabili, 4ª ed., Einaudi, 2002, ISBN 88-06-14861-3.
- Carlo Lucarelli, Nikita, in  L'ispettore Coliandro: Nikita; Falange armata; Il giorno del lupo, collana Super ET, Torino, Einaudi, 2009, ISBN 978-88-06-20095-4.